# سودالیزا

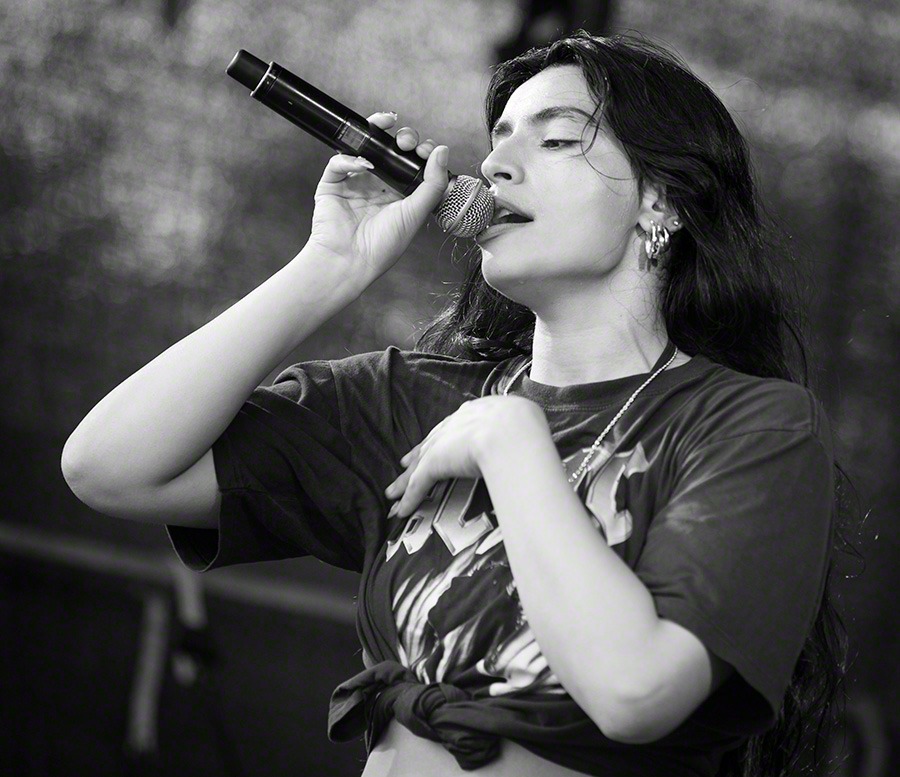
سودالیزا در حال اجرا در اسلو (۲۰۱۶)

سِودا علیزاده (متولد ۱۰ شهریور ۱۳۶۶)، با نام حرفه‌ای سِودالیزا، خواننده، ترانه‌سرا و تهیه‌کننده ایرانی- هلندی است. در سال ۲۰۱۵، او دو آلبوم چندآهنگه با نام‌های The Suspended Kid و Children of Silk منتشر کرد. ترانه‌های او اغلب به زبان انگلیسی است اما او اولین ترانهٔ فارسی خود به نام «ببین» را در اعتراض به فرمان اجرایی ۱۳۷۶۹ منتشر کرد. اولین آلبوم او، ISON، در تاریخ ۲۶ آوریل ۲۰۱۷ منتشر شد. دومین آلبوم استودیویی او به‌نام شبرنگ در اوت ۲۰۲۰ منتشر شد.

## زندگی و حرفه

### اوایل زندگی
سِودا علیزاده ۱۰ شهریور ۱۳۶۶ در تهران، ایران متولد شد. او اصالتاً آذربایجانی، روسی و ایرانی دارد و در سن پنج سالگی به همراه خانواده‌اش به هلند نقل مکان کرد. در شانزده‌ سالگی در یک بورسیه بسکتبال پذیرفته شد و به تیم ملی بسکتبال زنان هلند راه یافت. سپس به دانشگاه رفت و با مدرک کارشناسی ارشد در رشتهٔ ارتباطات فارغ‌التحصیل شد. سودالیزا به زبان‌های فارسی، هلندی، انگلیسی، فرانسوی و پرتغالی مسلط است.

### ۲۰۱۳– تاکنون: ترانه‌های The Suspended Kid, Children of Silk و ISON
در ماه مارس ۲۰۱۴، سودالیزا اولین تک‌آهنگ خود بنام "Clear Air" را همراه یک نماهنگ منتشر کرد. سپس ترانه‌های "Sirens of the Caspian" و "Backseat Love" منتشر شدند. در ژانویه ۲۰۱۵، اولین آلبوم چند آهنگه وی، The Suspended Kid، که یک سال و نیم روی آن کار کرده بود منتشر شد. عنوان این آلبوم دربارهٔ چگونگی واکنش مردم به سودالیزا در موقعیت‌های مختلف اجتماعی است. او خود می‌گوید «فهمیده‌ام چیزهایی که مرا از موقعیت‌های اجتماعی منحرف می‌کند — مثل کنار نیامدن با مربی یا رئیسم یا مسائلی از این دست — مرا وامی‌دارد که دریابم می‌بایست راهی متفاوت را انتخاب کنم.» The Suspended Kid توسط سودالیزا و یک تهیه‌کننده اهل روتردام، ماکی، تولید شد. در ماه سپتامبر نماهنگ That Other Girl در سبک آر اند بی و به عنوان آخرین ترانه از این آلبوم چند آهنگه، منتشر شد. در ۱۹ ژوئن ۲۰۱۵، او ترانهٔ "Marilyn Monroe" را منتشر کرد که بخشی از آلبوم چند آهنگه دومش، Children of Silk است. این آهنگ به عنوان یک ترانهٔ تریپ هاپ شناخته می‌شود. نماهنگ این ترانه نیز ۳۰ مارس ۲۰۱۶ منتشر شد. Children of Silk در ۲۴ نوامبر ۲۰۱۵ منتشر شد. سودالیزا برای این آلبوم از حس بافتهایی نظیر پوست، شیشه و ابریشم الهام گرفته‌است. در ماه مه ۲۰۱۶، فیلم کوتاهی از سودالیزا به نام The Formula منتشر شد. این فیلم دربارهٔ درد حاصل از فقدان یک کودک متولد نشده‌است که تعادل زندگی مشترک را برهم زده و آن را تا مرز نابودی پیش می‌برد. این فیلم به کارگردانی امانوئل آدجی و همکاری و تولید سودالیزا ساخته شده و در آن از سه ترانه از سودالیزا شامل ترانهٔ The Language of Limbo استفاده شده‌است. در اکتبر سال ۲۰۱۶ تک‌آهنگی جدید بنام "Time" منتشر می‌شود. در ماه بعد، ترانه "Human" همراه با یک نماهنگ منتشر شد. "Human", "Marilyn Monroe",و "The Language of Limbo" بعداً در آلبوم ISON قرار گرفتند.
در ژانویه ۲۰۱۷ او اولین ترانه فارسی خود به نام "ببین" را منتشر کرد. این ترانه همزمان با اعتراضات به فرمان اجرایی ترامپ منتشر شد. او می‌گوید: «در اعتراض به این تصمیم سیاسی غیرانسانی، نمی‌توانستم برای خودم استثنا قائل شوم. من ببین را مشخصا به فارسی نوشتم. من قدرتمندانه با عشق ایستاده‌ام. در این مورد من می‌خواستم از جریان اصلی رسانه‌ها دوری کنم. چون علاقه‌ای به قربانی شدن نداشتم. این پیام را بدون دوربین، صدا و حرکت دریافت کنید. من فقط یک پیام رسانم. در مغز عشق، جایی برای تبعیض و تعصب نیست.» در ماه فوریه نماهنگ Amandine منتشر شد. آماندین خود دیگر سودالیزاست. زنی غوطه‌ور در فانتزیهایش که دیگر نمی‌تواند برای رخدادهای اطرافش اهمیتی قائل شود. این نماهنگ دربارهٔ قوانین محدودیست که از زنان انتظار می‌رود در دنیای مدرن، خود را با آن‌ها وفق دهند. سودالیزا می‌گوید: «قصه آماندین به‌دنبال مفهوم هویت در دنیای معاصر است. دنیایی که به‌دلیل محو شدن حد و مرزها، به‌سرعت در حال تغییر است. آماندین همه آن چیزیست که شما از او می‌خواهید باشد. عصاره غلیظی از زندگی متوسط، نمایانگر دنیایی که در آن ما بسیار جهانی شده‌ایم و همه عواطف و احساسات در حال محو شدن هستند. این موضوع به‌طور تناقض‌آمیزی موجب ناراحتی شما می‌شود. زندگی آمندین در یک فضای سفید لایتناهی و با حداقل اشیای ساده سپری می‌شود که مناظر مختلف چرخهٔ روزمرگی را نشان می‌دهد. دستیابی به دانش و ماده سبب شده زبان جهانی جدیدی خلق شود که در آن، برندهای تجاری نقشی کلیدی دارند.» در ماه آوریل،"Hero" به عنوان آخرین تک‌آهنگ قبل از انتشار آلبوم ISON منتشر شد. ISON در ۲۶ آوریل ۲۰۱۷ منتشر شد. نام این آلبوم از سی/۲۰۱۲اس۱، یک دنباله‌دار مسیر خورشیدی گرفته شده‌است.

### ۲۰۱۹–تاکنون:Shabrang،Ride or DieوAlibi
در ۸ مارس ۲۰۱۹، سوِدالیزا تک‌آهنگ تازه‌ای با نام «Darkest Hour» منتشر کرد که آغازگر فصل تازه‌ای در مسیر هنری او بود. یک ماه بعد، تک‌آهنگ غیرآلبومی «Martyr» نیز منتشر شد.
او در سال ۲۰۲۰ سه تک‌آهنگ «Oh My God»، «Lamp Lady» و «Joanna» را منتشر کرد و سپس آلبوم استودیویی دوم خود با نام شبرنگ را برای انتشار در ۲۸ اوت همان سال اعلام کرد. این آلبوم شامل تک‌آهنگ «Human Nature» نیز بود که پیش‌تر در مینی‌آلبوم The Calling (۲۰۱۸) منتشر شده بود.
در ۲۸ اوت ۲۰۲۰ شبرنگ منتشر شد و تحسین منتقدان را برانگیخت. این آلبوم به رتبه ۳۹ جدول آلبوم‌های هلند رسید.
در سال ۲۰۲۱، سوِدالیزا چندین تک‌آهنگ تازه از جمله «The Great Hope Design» و «High Alone» را منتشر کرد که همراه با رباتی بود که او طی چند سال ساخته بود. این آثار مقدمه‌ای بر چهارمین مینی‌آلبوم او با نام Raving Dahlia بودند که در ۲۵ فوریه ۲۰۲۲ منتشر شد و تحسین چشمگیری از سوی منتقدان دریافت کرد.
در ۷ اکتبر ۲۰۲۲، او قطعه «Woman Life Freedom» را در واکنش به اعتراضات مهسا امینی در ایران، زادگاهش، منتشر کرد.
تک‌آهنگ «Ride or Die» با همکاری رپر پورتوریکویی ویلیانو آنتیانو در ۲۲ ژوئن ۲۰۲۳ منتشر شد و در شبکه اجتماعی تیک‌تاک به شکل گسترده‌ای پخش شد.
در سال‌های ۲۰۲۳ و ۲۰۲۴ مجموعه‌ای از تک‌آهنگ‌ها منتشر شدند که از جمله آن‌ها «Nothing Lasts Forever» با همکاری گرایمز (۳ نوامبر ۲۰۲۳) بود. در ۲۳ نوامبر همان سال، قطعه «Who Are You Running From» که در فیلم کوتاه I Don't Know Where to Start به کارگردانی جوزف آلتین حضور داشت، منتشر شد.
Ride or Die, Pt. 2 در ۱۸ آوریل ۲۰۲۴ منتشر شد و علاوه بر آنتیانو، شامل همکاری با رپر دومینیکنی توکیشا نیز بود.
در ۲۸ ژوئن ۲۰۲۴، قطعه پرطرفدار «Alibi» با همکاری خواننده و درگ کوئین برزیلی پابلو ویتار و خواننده-ترانه‌سرای فرانسوی ایزول منتشر شد. این قطعه نخستین حضور سوِدالیزا در جدول Spotify Top 50 را رقم زد و با اجراهایی در برنامه امشب با اجرای جیمی فلن و مراسم جوایز موسیقی ان‌آرجی تبلیغ شد.
در اکتبر ۲۰۲۴، سوِدالیزا تک‌آهنگ «No Me Cansaré» را با همکاری سوپراستار کلمبیایی کارول جی منتشر کرد.

## جوایز
| Award                    | Year | Category                                | Nominee(s)                              | Result   | Ref.   |
| ------------------------ | ---- | --------------------------------------- | --------------------------------------- | -------- | ------ |
| جوایز موزیک ویدیو برلین  | 2016 | Best Experimental                       | THAT OTHER GIRL                         | نامزدشده |        |
| جوایز موزیک ویدیو برلین  | 2020 | Best Song                               | "Habibi"                                | نامزدشده | [ ۳۴ ] |
| جوایز موزیک ویدیو برلین  | 2021 | Best Song                               | Habibi                                  | نامزدشده |        |
| جوایز موزیک ویدیو برلین  | 2022 | Best Director                           | "Homunculus (Oh My God)"                | نامزدشده | [ ۳۵ ] |
| جوایز موزیک ویدیو برلین  | 2022 | Best Visual Effects                     | "Everything Is Everything"              | برنده    | [ ۳۵ ] |
| جوایز موزیک ویدیو برلین  | 2024 | Most Bizzare                            | "Nothing Lasts Forever" (with گرایمز)   | نامزدشده | [ ۳۶ ] |
| BreakTudo Awards         | 2024 | International Artist on the Rise        | Herself                                 | نامزدشده | [ ۳۷ ] |
| BreakTudo Awards         | 2024 | International Collaboration of the Year | "Alibi" (with Pabllo Vittar and Yseult) | نامزدشده | [ ۳۷ ] |
| کامریمیج                 | 2018 | بهترین موزیک ویدیو                      | "Shahmaran"                             | نامزدشده | [ ۳۸ ] |
| D&AD Awards              | 2019 | Visual Effects                          | "Shahmaran"                             | نامزدشده | [ ۳۹ ] |
| Shark Music Video Awards | 2018 | Best Cinematography                     | "Shahmaran"                             | برنده    | [ ۴۰ ] |
| Shark Music Video Awards | 2018 | Writing/Idea/Concept                    | "Shahmaran"                             | برنده    | [ ۴۰ ] |
| Shark Music Video Awards | 2018 | Best Music Video                        | "Shahmaran"                             | نامزدشده | [ ۴۰ ] |
| Shark Music Video Awards | 2018 | Best Color Grading                      | "Hear My Pain Heal"                     | نامزدشده | [ ۴۰ ] |
| WME Awards               | 2024 | "Alibi" (with Pabllo Vittar and Yseult) | Latin American Song                     | برنده    | [ ۴۱ ] |

## آثار

### آلبوم‌های استودیویی
| عنوان | جزئیات آلبوم                                                                            |
| ----- | --------------------------------------------------------------------------------------- |
| ISON  | - انتشار: ۲۶ آوریل ۲۰۱۷ - ناشر: تویستد الگنس - قالب: سی‌دی، آلبوم پرآهنگ، دانلود دیجیتال |
| شبرنگ | - انتشار: ۲۸ اوت ۲۰۲۰ - ناشر: تویستد الگنس - قالب: سی‌دی، آلبوم پرآهنگ، دانلود دیجیتال   |

### آلبوم‌های چندآهنگه
| عنوان             | جزئیات                                                                   |
| ----------------- | ------------------------------------------------------------------------ |
| The Suspended Kid | - انتشار: ۲۸ ژانویه ۲۰۱۵ - ناشر: Twisted Elegance - فرمت: دانلود دیجیتال |
| Children of Silk  | - انتشار: ۲۴ نوامبر ۲۰۱۵ - ناشر: Twisted Elegance - قالب: دانلود دیجیتال |

### تک‌آهنگ‌ها
| عنوان                   | سال  | آلبوم             |
| ----------------------- | ---- | ----------------- |
| "Clear Air"             | ۲۰۱۴ | The Suspended Kid |
| "Sirens of the Caspian" | ۲۰۱۴ | The Suspended Kid |
| "Backseat Love"         | ۲۰۱۴ | The Suspended Kid |
| "Marilyn Monroe"        | ۲۰۱۵ | ISON              |
| "Time"                  | ۲۰۱۶ | Non-album single  |
| "Human"                 | ۲۰۱۶ | ISON              |
| "Bebin"                 | ۲۰۱۷ | Non-album single  |
| "Hero"                  | ۲۰۱۷ | ISON              |
| "Hubris"                | ۲۰۱۷ | ISON              |

### اجرا به‌عنوان مهمان
| عنوان         | سال  | هنرمندان | آلبوم             |
| ------------- | ---- | -------- | ----------------- |
| "Thunderclap" | ۲۰۱۳ | Subp Yao | Bottles Poppin    |
| "Silly Boy"   | ۲۰۱۳ | Boeboe   | Buy Sell Bye Cell |
| "Haunted"     | ۲۰۱۵ | Stwo     | D.T.S.N.T.        |

## آثار ویدئویی

### نماهنگ‌ها
| عنوان                   | سال  | کارگردان                               |
| ----------------------- | ---- | -------------------------------------- |
| "Clear Air"             | ۲۰۱۴ | Gino Gervaes                           |
| "Sirens of the Caspian" | ۲۰۱۴ | Atlynn Vrolijk                         |
| "Backseat Love"         | ۲۰۱۴ | Lisette Donkersloot and Atlynn Vrolijk |
| "That Other Girl"       | ۲۰۱۵ | Pussykrew                              |
| "The Valley"            | ۲۰۱۵ | Zahra Reijs                            |
| "Marilyn Monroe"        | ۲۰۱۶ | Hirad Sab                              |
| "Human"                 | ۲۰۱۶ | Emmanuel Adjei                         |
| "Amandine Insensible"   | ۲۰۱۷ | Piet Langeveld                         |
| "Bluecid"               | ۲۰۱۷ | Sevdaliza و Zahra Reijs                |

### فیلم‌ها
| سال  | عنوان       | نقش    | کارگردان       | یادداشت    |
| ---- | ----------- | ------ | -------------- | ---------- |
| ۲۰۱۶ | The Formula | Zillah | Emmanuel Adjei | فیلم کوتاه |